# 캅카스 아바르인

아바르족의 기

아바르인(러시아어: ава́рцы)은 북캅카스의 다게스탄 공화국에서 가장 규모가 큰 민족 집단이다. 예로부터 해발고도가 매우 높은 고지대에 주로 살고 있다. 북동캅카스계 민족으로서, 고유 언어인 아바르어를 사용하며 인구는 약 120만 명으로 그 중 85만 명 정도가 다게스탄 내에 거주한다. 아바르어로는 "산악인"이라는 뜻인 마아룰인(아바르어: магӀарулал)이라고 자칭하며, "아바르"라는 명칭은 중세 페르시아의 기록에서 처음 나타난다.
다만 아바르인이라는 용어는 일종의 총칭으로서, 실제로는 고유한 "아바르인"을 비롯하여 안디족, 체즈족 등 15개 가량의 소수민족 집단을 모두 포함하는 말이다. 이들은 서로 언어에도 상당한 차이가 있다.

## 같이 보기
- 다르기인
- 나흐족
- 아바르어